# Våltjärnarna, Härjedalen
Våltjärnarna är en sjö i Härjedalens kommun i Härjedalen och ingår i Ljusnans huvudavrinningsområde.